# 庭塚村
庭塚村（にわつかむら）は福島県信夫郡にあった村。現在の福島市在庭坂・二子塚にあたる。

## 地理
- 河川：須川、天戸川

## 歴史
- 1889年（明治22年）4月1日 - 町村制の施行により、在庭坂村、二子塚村の区域をもって発足。
- 1954年（昭和29年）3月31日 - 庭坂村と合併して大庭村が発足。同日庭塚村廃止。
- 1956年（昭和31年）9月30日 - 大庭村が野田村・水保村と合併して吾妻村が発足。
- 1962年（昭和37年）11月1日 - 吾妻村が町制施行して吾妻町となる。
- 1968年（昭和43年）10月1日 - 吾妻町が福島市に編入。

## 交通

### 道路
現在は旧村域を磐梯吾妻スカイラインが通過するが、当時は未開通。